# Gustav Langen
Karl Heinrich Gustav Langen (* 5. Dezember 1878 in Hatzum, Ostfriesland, Provinz Hannover; † 17. April 1964) war ein deutscher Stadt- und Landesplaner sowie Planungstheoretiker. Auf ihn geht der Planungsbegriff Raumordnung zurück.

## Leben
Geboren wurde Gustav Langen als erster Sohn und ältestes von acht Kindern des evangelisch-reformierten Hatzumer Pastors Johann Jakob Langen (1852–1927), eines Enkels des Kölner Zuckerfabrikanten Johann Jakob Langen, und dessen Ehefrau Amélie Louise, geborene Winand. Sein Großonkel war der Erfinder Eugen Langen, der „Vater“ der Wuppertaler Schwebebahn und der Schwebebahn Dresden. 1879 zog Gustav Langens Familie nach Nordhorn, wo sein Vater eine neue Pfarrstelle erhalten hatte, 1889 nach Osnabrück. Sein Elternhaus machte ihn mit den Anliegen der Inneren und Äußeren Mission vertraut und erzog ihn im Geiste protestantischer Arbeitsethik.
Gustav Langen studierte Architektur und trug nach einer Beschäftigung im Staatsdienst den Titel eines Regierungsbaumeisters a. D. Von 1909 bis 1912 war er Assistent am Seminar für Städtebau der Technischen Hochschule Charlottenburg. Dort war er Mitarbeiter von Josef Brix und Felix Genzmer, als diese sich 1909 an dem „Wettbewerb um einen Grundplan für die Bebauung von Groß-Berlin“ beteiligten. Außerdem half er Werner Hegemann dabei, die Internationale Städtebau-Ausstellung Düsseldorf 1910 zu organisieren. Neben Hegemann gehörte er dort auch zu jenen Fachleuten, die, unterstützt durch die Vorführung von Lichtbildern, städtebauliche Fachvorträge hielten.
1912 veröffentlichte Langen seine Schrift Stadt, Dorf und Landschaft. Sie war ein Beitrag zum Diskurs über Stadtstrukturmodelle, die seinerzeit im Zuge der Gartenstadt-Idee entstanden. In seinem Beitrag versuchte er der amorphen Ausdehnung der Metropolen nach der industriellen Revolution entgegenzutreten und brachte ein städtebauliches Strukturmodell mit radialen und konzentrischen Grünzügen ins Gespräch. Die durch die Grünzüge definierten Sektoren verstand Langen als Kleinstädte in der Großstadt, aus seiner großstadtkritischen Sicht ideale, überschaubare Lebensräume für die Bewohner.
Auch auf dem „Ersten Kongreß für Städtewesen“, der in Rahmen der Städte-Ausstellung Düsseldorf 1912 veranstaltet wurde, gehörte er zu den Referenten und Diskutanten. Dabei regte er die Gründung eines „Städtebau-Museums“ an. Ermöglichen sollte ein solches Museum insbesondere einen Vergleich von Stadtstrukturen durch „einen Vergleich von Karten, die nach ähnlichen Gesichtspunkten aufgestellt werden“. Dazu schlug er „Einheitspläne“ vor, deren Notwendigkeit er 1910 bei der Vorbereitung von Vortragsreisen erkannt hatte. Als System der Standardisierung von Kartierungen hatte er sie dann bis 1912 zur Darstellung und Analyse von Stadt- und Siedlungsformen sowie Flächennutzungstypen entwickelt und durch ein Musterblatt näher dargestellt. Auch in den Niederlanden und in der Schweiz wurde Langens Methode rezipiert und nachgeahmt.
Im „Wettbewerb zur Erlangung eines Bebauungsplanes der Stadt Düsseldorf“ errang er 1912 gemeinsam mit Max Wöhler und Ernst Stahl einen dritten Platz. Die Erfahrungen mit städtebaulichen Ausstellungen bewogen ihn 1913, die wissenschaftliche Leitung der Gruppe „Städtebau und Siedelungswesen“ auf der Internationalen Baufach-Ausstellung Leipzig zu übernehmen.
Während des Ersten Weltkriegs wurde er nicht als Soldat verpflichtet, da es ihm gelang, sich durch seine Tätigkeit als unabkömmlich darzustellen. In dieser Zeit widmete er sich dem Aufbau eines privaten Forschungsinstitut, das spätestens ab 1915 als „[Deutsches] Archiv für Städtebau, Siedlungswesen und Wohnungswesen“ firmierte. Es war aus einem wohl teilweise aus Exponaten der Städte-Ausstellung Düsseldorf 1912 aufgebauten Fundus von fotografischen Städtebildern und Architekturansichten, Plänen und ähnlichem Material hervorgegangen. 1914 bewarb er seine Sammlung als „Wandermuseum für Städtebau, Siedelungswesen und Wohnungswesen“, um mit dem Mittel der bildlichen Darstellung Fachleute und Laien an Stadtbaukunst und Baukultur heranzuführen. Im gleichen Jahr hatte er Gelegenheit, auf einer Tagung des Österreichischen Ingenieur- und Architekten-Vereins einen Lichtbildervortrag über „Die Siedelung der Erde und die Ziele des Wandermuseum für Städtebau, Siedelungswesen und Wohnwesen“ zu halten. Der Schweizerische Ingenieur- und Architektenverein ließ sich in jenem Jahr von Langen über „Städtebau und Städteleben, neue Veranschaulichungs-Methoden als Grundlagen für moderne Städte-Erweiterungen“ vortragen.
1916 gewann er zusammen mit Paul Schmidthenner den mit 4000 Mark dotierten ersten Preis im 1915 ausgelobten Wettbewerb um einen Gesamtbebauungsplan für Soest. Nach diesem Entwurf, der unverkennbar von Langens 1912 veröffentlichtem Strukturmodell aus radialen und konzentrischen Grünzügen inspiriert war, sollte um die historische Altstadt ein 300 Meter breiter Ring aus Grünflächen entstehen. Nach außen hin ordneten Schmidthenner und Langen – „Neusoest“ genannt – kleinstädtische Trabanten an.
Nach dem Krieg fasste Langen mit seinem Institut auf dem Sektor der Fortbildungswesens Fuß. Finanziell gefördert durch staatliche Stellen bot er Kriegsheimkehrern und Aussiedlern Weiterbildungskurse zum Siedlungswesen an. Unter Nutzung der Sammlungen seines Archivs (Statistiken, Planunterlagen, Siedlungspläne, Generalsiedlungspläne) bildete Langen sie durch Vorträge, Besprechungen und selbständige Studien für die Aufgaben eines „Siedelungstechnikers“ aus. Für den Deutschen Bund Heimatschutz, dessen Mitglied er geworden war, gab er außerdem als Siedlungsforscher und Heimatschützer zusammen mit Gerhard Jobst und Waldemar Kuhn von 1918 bis 1925 in drei Bänden die Reihe Siedlungswerk im Verlag Callwey heraus. Die in Band XII (1921) darin vorgestellten Grundlagen der ländlichen und städtischen Kleinsiedlung wurden bei Siedlungsplanungen von Ernst May in Breslau und über May auch von Richard Kauffmann in Palästina rezipiert.
Eine Nachfolge auf den Lehrstuhl von Reinhard Baumeister an der Technischen Hochschule Karlsruhe blieb ihm verwehrt. Stetig baute er daher weiter seine siedlungswissenschaftlichen Sammlungen aus. Auch in den 1920er Jahren war er ein gefragter Vortragsredner. Insbesondere referierte er über Stadtbaugeschichte und Siedlungstypologie. Darüber hinaus betrieb er erste theoretische Studien zur Kleinwohnungsfrage, zum ländlichen Siedlungsbau und zur Dezentralisierung.
Größere Bekanntheit erlangte er, als ihm die Leitung des deutschen Beitrages zur Internationalen Städtebauausstellung in Göteborg 1923 übertragen wurde. Auf dieser Ausstellung, die parallel zum 7. Internationalen Kongress der Garden Cities and Town Planning Federation stattfand, fungierte er als Vertreter Deutschlands im Komitee und in der Ausstellungsjury der International Federation for Housing and Town Planning (IFHTP). Dieser Organisation gehörte er zwischen 1923 und 1931 an. Anknüpfend an seine Idee der „Einheitspläne“ verständigte er sich in dieser Zeit mit dem US-amerikanischen Landschaftsarchitekten John Nolen (1869–1937) und dem britischen Stadtplaner George Pepler (1882–1959) auf ein gemeinsames System, wie sich in Plänen verschiedene Funktionsflächen wie Freiflächen, Schrebergärten, Industrieareale, Geschäftsviertel und Wohnquartiere sowie veränderliche Werte wie Bebauungsdichte, Bodenwerte und Gebäudehöhen darstellen ließen.
Als sich ab 1925 Landesplanungsverbände konstituierten, erwuchs Langen ein neues Feld für sein wissenschaftliches Institut. Auf „Siedlungswochen“, die als Fachveranstaltungen 1925 in Berlin, 1926 in Essen und 1927 in Leipzig veranstaltet wurden, profilierte er sich neben Robert Schmidt, dem Direktor des 1920 gegründeten Siedlungsverbands Ruhrkohlenbezirk, als wichtigste wissenschaftliche Instanz auf dem Gebiet der Landesplanung in Deutschland. Auf der „Siedlungswoche“, die 1927 auf Initiative von Hubert Ritter in Leipzig stattfand, führte Langen zwei heute bedeutende planungswissenschaftlichen Begriffe ein: „Raumordnung“ und „Raumplanung“. Als Instrument und Methode ordnete er die Raumplanung dabei dem Sammelbegriff Raumordnung zu. Raumordnung verstand er als Raumstruktur, die durch querschnittsorientierte, raumbezogene Planung (Landesplanung) angestrebt wird. Verwurzelt in der Heimatbewegung sowie im idealistischen und etatistischen Denken seiner Zeit wies er dieser Planung in einer von Ritter 1927 veröffentlichten Schrift – durchaus in Übereinstimmung mit seinen Kollegen in diesem jungen Fach – eine quasi allumfassende, harmoniestiftende gesellschaftliche Aufgabe zu:

„Die Landesplanung stellt unserer Zeit die größten schöpferischen Aufgaben. Denn sie wird in erster Linie dazu berufen sein, unsere einseitig entwickelte Zivilisation wieder ins Gleichgewicht zu bringen und Stadt und Land, Dorf und Kleinstadt wieder in die Gesamtentwicklung eines harmonischen Wirtschafts- und Kulturlebens einzufügen.“

Auf diesen Gedanken und auf weiteren Beiträgen fußend legte Langen in dem Buch Deutscher Lebensraum sein Konzept zu den Grundlagen der Landesplanung 1929 umfassend dar. In ihm plädierte er im Kontext eines Diskurses über „Reagrarisierung“ für den Bau agrarisch-gewerblicher Siedlungen.
1931 promovierte er bei Adolf Muesmann an der Technischen Hochschule Dresden mit der Schrift Das Umsiedlungsproblem und der neuzeitliche Ausbau von Kleinstädten zum Dr.-Ing. 1932 präsentierte er einen Plan für einen ringförmigen Grünzug um Berlin. Als technischer Berater der Landesplanung in Brandenburg legte er 1935 einen „Wirtschaftsplan Berlin-Brandenburg-Mitte“ vor. Nach wissenschaftlicher Leitung der Abteilung „Deutscher Lebensraum“ (Halle 35) auf der Reichsausstellung Schaffendes Volk in Düsseldorf und Leitung der Arbeiten für den deutschen Pavillon der Weltfachausstellung Paris 1937 wurde er Angestellter des Siedlungsverbands Ruhrkohlenbezirk. Dort war er Leiter der wissenschaftlichen Sammlungen, ehe er in den Ruhestand ging. In den letzten Tagen des Zweiten Weltkriegs verbrannte sein Archiv in Berlin.

## Schriften (Auswahl)
- Über die Arbeitsweise der Missionen. In: Die Christliche Welt, 1911, Heft 17, Sp. 386 ff. (PDF).
- Stadt, Dorf und Landschaft. In: Josef Brix, Felix Genzmer (Hrsg.): Städtebauliche Vorträge aus dem Seminar für Städtebau an der Königlichen Technischen Hochschule zu Berlin. Wilhelm Ernst & Sohn, Berlin 1912, Band 5, Heft 3, S. 5–37.
- Ueber den praktischen Wert und die Verwirklichung eines Städtebau-Museums. In: Verhandlungen des ersten Kongresses für Städtewesen. Düsseldorf 1913, Band 1, S. 243–247.
- Städtebauliche Einheitspläne. Ein Beitrag zur Veranschaulichung des Wissens. In: Kunstwart und Kulturwart, 1913, 26.23, S. 342–346.
- Musterblatt für die Herstellung der städtebaulichen Einheitspläne. 1913.
- Die Besiedelung Ostpreußens. In: Heimatschutz, 10 (1914), Heft 2 (Ostpreußenheft), S. 90–96.
- Gemeinsame Arbeit der einzelnen Architekten im Städtebau. In: Architektonische Rundschau, 1914, S. 93–100 (Digitalisat).
- Städtebau, Siedelungs- und Wohnwesen. Katalog des Wandermuseums. Leipzig 1914.
- Über die Begründung eines Archivs für Städtebau, Siedlungswesen und Wohnwesen und seine Bedeutung für Regierung, Kommunalverwaltung und Volksleben. Hopfer, 1915 (Sonderdruck Technisches Gemeindeblatt. 18 (1915), Nr. 4).
- Städtebau Siedelungswesen Wohnungswesen. Ein Führer durch das Wandermuseum. 1916.
- Städtebau, Siedelungswesen und Wohnungswesen. In: Bericht über die Internationale Baufach-Ausstellung mit Sonderausstellung Leipzig 1913. Leipzig 1917, S. 115–129.
- Der Deutsche Bund Heimatschutz und das Siedlungswesen. Laube, 1918.
- mit Gerhard Jobst: Siedlungswerk. Die halbländliche Vorstadt-Siedlung. Callwey, München 1918.
- mit Waldemar Kuhn, Gerhard Jobst: Siedlungsbauten. Callwey, München 1918.
- mit Max Bruno: Grundlagen der ländlichen und städtischen Kleinsiedlung. Die Streu-Siedlung. Kleinbäuerliche Ansiedlung in lockerer Bauweise. Deutscher Bund Heimatschutz, Vereinigung für deutsche Siedlung und Wanderung, Callwey, München 1919.
- Wo müssen wir siedeln? Bautechnische Fragen. Heimstättenamt, 1920.
- mit Gerhard Jobst: Reiseergebnisse in Wort und Bild. 2 Bände, Callwey, München 1920.
- Die Streu-Siedlung. Kleinbäuerliche Ansiedlung in lockerer Bauweise. Callwey, München 1920.
- mit Waldemar Kuhn, Gerhard Jobst: Siedlungswerk. Deutscher Bund Heimatschutz, Vereinigung für Deutsche Siedlung und Wanderung, Callwey, München 1921.
- mit Waldemar Kuhn, Gerhard Jobst: Kleinsiedlungen aus alter und neuer Zeit. Callwey, München 1921.
- mit Gerhard Jobst: Kleinsiedlungen aus alter und neuer Zeit. Reiseergebnisse in Wort und Bild. Callwey, München 1922.
- mit B[ernhard]. Wittschier: Grundlagen der ländlichen und städtischen Kleinsiedlung. Die Sammelsiedlung. Kleinbäuerliche Ansiedlung in geschlossener Bauweise. Deutscher Bund Heimatschutz, Vereinigung für deutsche Siedlung und Wanderung, Callwey, München 1922.
- Urban and Rural Planning for Decentralisation. In: International Federation for Housing and Town Planning, 7th Congress, Gothenberg, Sweden, 1923. Report Nr. 5, London 1923, S. 49–53.
- Hygiene und Siedlungswesen. In: Gesundheits-Ingenieur, Jahrgang 47 (1924), Heft 22, S. 211–212.
- Grundlagen der ländlichen und städtischen Kleinsiedlung. Die halbländliche und städtische Klein-Siedlung. Callwey, München 1925.
- Generalsiedlungspläne. In: Siedlungswissenschaftliche Arbeitsgemeinschaft (Hrsg.): Schicksalsfragen des Wohnungs- und Siedlungswesens. Eine Vortragsreihe. Hackebeil, Berlin 1925.
- Das neuzeitliche Planungswesen und die Siedlungsaufgabe der Gegenwart. In: Deutsche Bauzeitung. Stadt und Siedlung. 59 (1925), Nr. 95 (28. November), S 191 f. (PDF)
- Das neuzeitliche Planungswesen und die Siedlungsaufgabe der Gegenwart. In: Deutsche Bauzeitung. Stadt und Siedlung. 59 (1925), Nr. 99 (12. Dezember), S. 198–199 (Digitalisat)
- Das neuzeitliche Planungswesen und die Siedlungsaufgabe der Gegenwart. In: Deutsche Bauzeitung. Stadt und Siedlung. 60 (1926), Nr. 5 (16. Januar), S. 14–16 (Digitalisat).
- mit Hans Peters: Gutachten zur Frage der Zweckmässigkeit der Vereinigung der vier Städte Ohligs, Wald, Gräfrath und Höhscheid des oberen Landkreises Solingen mit dem Stadtkreis Solingen. Landrat Opladen, 1926.
- Stadtplan und Wohnungsplan vom hygienischen Standpunkte. S. Hirzel, Leipzig 1927.
- Das Wochenende und sein Heim. Eine kulturpolitische Betrachtung. In: Westermanns Monatshefte, Band 142 (1927), S. 533.
- mit Eugen von Dultzig, Hans Peters: Drei Einzelgutachten zur Frage der Zweckmäßigkeit der Vereinigung der vier Städte Ohligs, Wald, Gräfrath und Höhscheid des oberen Landkreises Solingen mit dem Stadtkreis Solingen. Müller, 1927.
- Stadtplan und Anlage von Ortschaften in ihrer hygienischen Bedeutung. In: Max Rubner et al. (Hrsg.): Handbuch für Hygiene. Band 2, Abt. 1, Leipzig 1927, S. 176.
- „Neues Bauen“. Gedanken auf der Werkbundausstellung ‚Die Wohnung‘, Stuttgart zur Zeit der Tagung für wirtschaftliches Bauen. In: Deutsche Bauzeitung, Nr. 88 (1927), S. 722 f. (Digitalisat), Nr. 89 (1927), S. 734 ff. (Digitalisat).
- Bericht über die Siedlung in Stuttgart am Weissenhof. Beuth-Verlag, Berlin 1929.
- Deutscher Lebensraum. Ein Beitrag zur deutschen Raumwirtschaft und zur Gesamtrationalisierung in Wirtschaft, Siedlung und Volksleben. Verlag von Reimar Hobbing und Deutsche Bauzeitung,  Berlin 1929.
- Ausstellungs- und Messewesen. In: Handwörterbuch des Wohnungswesens. Verlag von Gustav Fischer, Jena 1930, S. 36.
- Denkschrift zur Errichtung einer halbländlichen Mustersiedlung im deutschen Osten durch Ausbau der Stadt Fraustadt (Grenzmark). Flemming & Wiskott, Glogau 1930.
- Siedlungscharakter und Siedlungsentwicklung im Gebiet des Landesplanungsverbandes Brandenburg-Mitte. Referat (24. März 1931), Landesplanungsverband Brandenburg-Mitte, 1931.
- Grundlagen der Nutzgartensiedlung in der Umgebung großer Städte. 1933.
- Probleme des Siedlungswesens. Eine Themensammlung für wissenschaftliche Untersuchungen mit Hinweisen für deren Bearbeitung. Die Grundstücks-Warte, Berlin-Charlottenburg 1934.
- Das Umsiedlungsproblem mit besonderer Berücksichtigung der deutschen Kleinstädte und ihrer raumwirtschaftlichen Aufgaben, näher erläutert an einem Kleinstadtbeispiel. Die Grundstücks-Warte, Berlin-Charlottenburg 1934.
- Das Umsiedlungsproblem und der neuzeitliche Ausbau von Kleinstädten. Die Grundstücks-Warte, Berlin-Charlottenburg 1934.
- Die Ausstellung „Schaffendes Volk“. In: Bauen Siedeln Wohnen 4 (1937), S. 105–106.
- Siedlung und Ausstellung. In: Frankfurter Zeitung, Ausgabe vom 5. Mai 1937, S. 21.
- Die Siedlungswissenschaftliche Abteilung „Deutscher Lebensraum“ auf der Ausstellung „Schaffendes Volk“, Düsseldorf. Schwann, Düsseldorf 1937.
- Halle „Deutscher Lebensraum“ auf der Ausstellung „Schaffendes Volk“ Düsseldorf 1937. In: Zentralblatt der Bauverwaltung 19 (1937), S. 473–474.
- Die siedlungswirtschaftliche Abteilung „Deutscher Lebensraum“ auf der Ausstellung „Schaffendes Volk“, Düsseldorf. In: Heimat und Siedlung. Sonderheft der Zeitschrift des Rheinischen Vereins für Denkmalpflege, 2 (1937), S. 72–82.
- Das Wohnungs- und Siedlungswesen im Rahmen der Ausstellung „Schaffendes Volk“ mit besonderer Berücksichtigung der Halle „Deutscher Lebensraum“. In: Zeitschrift für Wohnungswesen XXXIII, 18 (1937), S. 318–324.
- Deutscher Raum. Deutsche Heimat. Die Grundlagen deutschen Lebensraumes. Düsseldorf 1937.
- Siedlungsentwicklung und Heimatbildung in der Nähe von Großstädten gezeigt am Beispiel einer Berliner Randgemeinde (Alt Glienicke). In: Zentralblatt der Bauverwaltung 57 (1937), S. 937–947.